# Eduard Strauch
Eduard Strauch (ur. 17 sierpnia 1906 w Essen, zm. 15 września 1955 w Uccle) – nazistowski zbrodniarz wojenny, w czasie II wojny światowej dowódca Einsatzkommando 2 oraz SS-Obersturmbannführer.

## Życiorys
Studiował teologię. W 1931 roku wstąpił do Allgemeine SS, a w 1934 roku do SD. W czasie II wojny światowej stał na czele Einsatzkommanda 2, które działało w ramach Einsatzgruppe A. Jego oddział wymordował w rejonie Rygi ok. 10600 Żydów. W grudniu 1941 roku został dowódcą Sipo i SD na terenie dzisiejszej Białorusi. 31 maja 1944 przeniesiono go do Belgii (Walonia) i tam też piastował urząd dowódcy Sipo i SD.
Po wojnie aresztowany i sądzony w Procesie Einsatzgruppen. Został skazany na karę śmierci. Następnie wydano go władzom belgijskim celem osądzenia go za zbrodnie popełnione w tym kraju. Tam również skazano go na śmierć. Zmarł w szpitalu w Uccle w 1955 roku przed wykonaniem wyroku.